# Roatán
Roatán est une île du Honduras, dans la mer des Caraïbes. Elle constitue la plus grande des îles du département des Islas de la Bahía, et mesure environ 60 kilomètres de long pour moins de 8 kilomètres de large dans sa plus grande largeur. Sa superficie est de 83 km2 et sa population d'environ 45 000 habitants en 2015.
Sa capitale est Coxen Hole (en), au sud-ouest de l'île.
Occupée dès 1742 par les Anglais, qui en 1797 y déportèrent de Baliceaux les Garifounas rebelles à l'invasion de Saint-Vincent, cette île a été déclarée en 1856 libre sous la souveraineté de la république de Honduras. Une forme dialectale d'anglais continue d'y être majoritairement parlée mais tend, avec le développement du tourisme, à être remplacée par la langue nationale, l'espagnol, et l'anglais standard.
L'île accueille notamment l'Institut des sciences marines de Roatán et son delphinarium. 

## Galerie

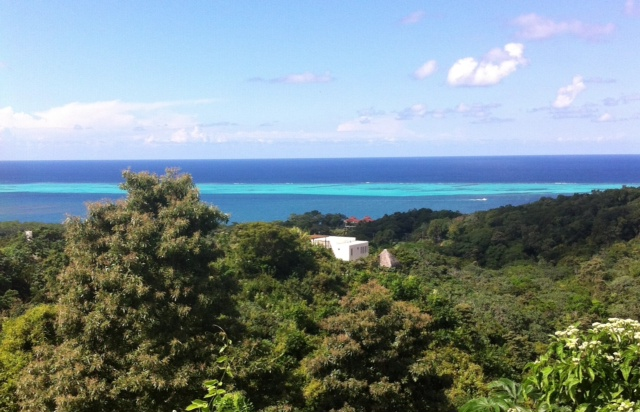
Roatan
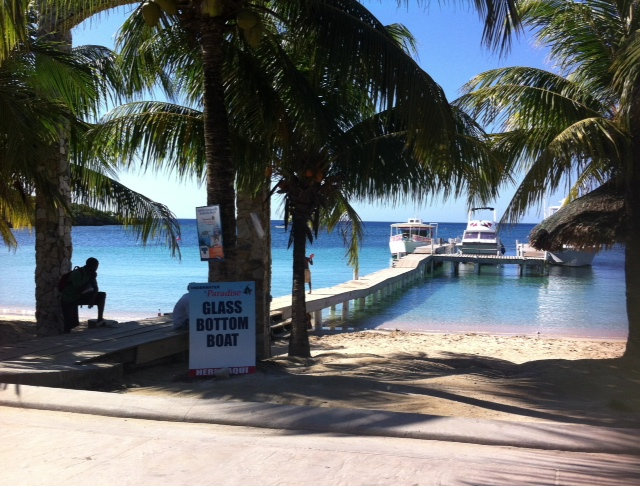
West End
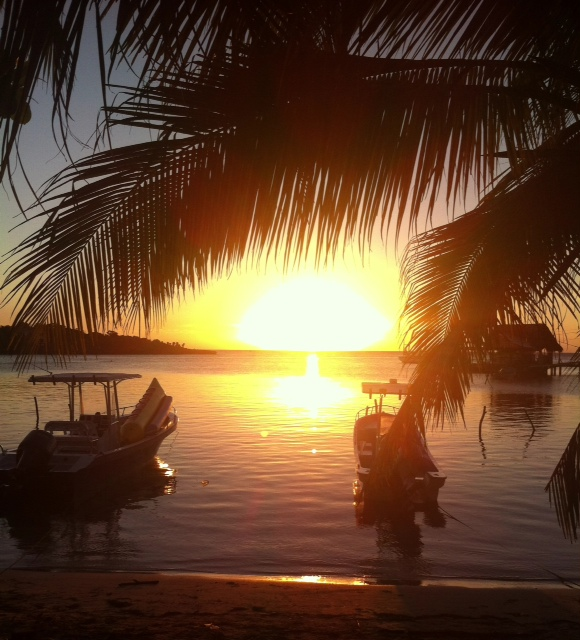
West End